# Булат Окуджава
Булат Окуджава (груз. ბულატ ოკუჯავა, рус. Булат Шалвович Окуджава) е руски поет, писател, автор и изпълнител на песни от грузинско-арменски произход. Роден в Москва, той е един от първите бардове в СССР, основателите на жанра авторска песен. Написал е около двеста песни, в които смесва рускоезични поетични и фолклорни традиции с традициите на френския шансон, от типа на песните на Жорж Брасенс.
Макар и в песните му да няма нищо политическо, за разлика от тези на негови съвременници като Висоцки, тяхната свежест и различност спомагат за развиване на известно инакомислие в съветската литература от 50-те и 60-те години на XX век, а властите нееднократно се колебаят дали да не санкционират поета заради възгледите му.

## Биография
Роден е на 9 май 1924 г. в Москва, в семейството на комунисти от Тбилиси, изпратени да следват. Майка му е роднина на известния арменски поет Вахан Терян. Окуджава е творил само на руски, вероятно защото майка му, която освен грузински и руски, говорела и азербайджански и арменски, искала от посетителите, идващи в дома ѝ да говорят на руски, „езика на Ленин“.
По време на Големия терор, през февруари 1937 г. родителите му, тогава живеещи в Нижни Тагил, са изключени от партията. На 18 февруари баща му е арестуван като троцкист, а майка му, разбирайки, че и тя, и синът ѝ Булат са заплашени от арест, на 20 февруари заминава с него за Москва. След скалъпен процес бащата е екзекутиран на 4 август. Майка му е арестувана през 1938 г. и е заточена в Карлаг (ГУЛАГ), откъдето се връща през 1947 г.; през това време Булат Окуджава живее при роднини в Тбилиси. През 1949 г. е арестувана повторно и прекарва още 5 години в лагер. През 1954 г. е напълно освободена, а през 1955 г. и тя, и баща му са реабилитирани.
През 1941 г., на 17-годишна възраст, Булат се записва като доброволец в пехотата на Червената армия и от 1942 г. участва във Втората световна война. През 1945 г. се завръща в Грузия, завършва гимназия, след което и филология в Тбилиския университет. Работи няколко години като учител във и близо до Калуга.
През 1956 г., три години след смъртта на Сталин, отива в Москва, където работи първоначално в изд. Молодая гвардия, а после и в сп. Литературная газета. По това време, в средата на 50-те, започва да пише музика и текстове за песни. Скоро след това започва да изнася концерти. Използва само няколко акорда, но изключителната мелодичност на гласа му и смислените текстове го правят широко известен в Съветския съюз. Песните му са издадени официално чак към края на 70-те, но много преди това става широко популярен, най-вече сред интелигенцията, предимно чрез записи, разпространявани от ръка на ръка (т.нар. магнитиздат), както в Съветския съюз, така и в Полша. През 1969 г. негова музика е включена във филма „Бялото слънце на пустинята“, а през 1970 г. с негова музика е представен филмът Белоруската гара. Окуджава винаги е смятал себе си за поет и заявявал, че музикалните записи не значат много. Твори и проза, като книгата му „Опразнен театър“ печели наградата Руски Букър за 1994 г.
Умира на 12 юни 1997 г. в болница в парижкото предградие Кламар и е погребан във Ваганковското гробище в Москва.

## Песни
Може би един от най-известните стихове на Окуджава, Возьмемся за руки, друзья, чтоб не пропасть поодиночке, първоначално изглеждал безобиден за властите, но до време. Пресата го обвинявала в инфантилност при споделянето на подобни чувства. Третият негов сборник с поезия трябвало да се казва „Песенка о полночном троллейбусе“, на едноименната песен, в която се разказвало за последния тролей, последна надежда за прибиране у дома на всички „корабокрушенци“, т.е. пияници, скитащи из самотните московски улици.
Той също така често пеел и за Арбат, старинна московска улица. Неговият размит образ на дисидент се подхранва и от серията му гротескови песни за руски революционери, преследвани от царската власт в края на XIX век.
Окуджава е автор на една от най-известните руски песни за войната – Нам нужна одна победа (Десятый наш десантный батальон).

### Сборници с песни и стихотворения
- Март великодушный (1967),
- Арбат, мой Арбат (1976),
- Стихотворения (1984),
- Избранное (1989),
- Посвящается вам (1988),
- Милости судьбы (1993),
- Зал ожидания (Нижний Новгород, 1996),
- Чаепитие на Арбате (1996),
- Булат Окуджава. 20 песенок для голоса и гитары. Краков: Польское муз. изд-во, 1970, 64 с.
- Булат Окуджава. 65 песен (Музикален запис, редакция, съставителство В. Фрумкин). Ann Arbor, Michigan: Ардис, т. 1 – 1980, т. 2 – 1986.
- Песни Булата Окуджавы. Мелодии и тексты. Съставител и автор на уводната статия Л. Шилов). М.: Музыка, 1989, 224 с.

### Исторически романи
- Бедный Авросимов (1969, в някои по-късни издания – Глоток свободы)
- Похождения Шипова, или Старинный водевиль (1970)
- Путешествие дилетантов (1976 – 1978)
- Свидание с Бонапартом (1983)
- Упразднённый театр (1993)

### На български
- Булат Окуджава. Избрани стихотворения. София: Народна култура, 1975, 62 с.
- Булат Окуджава. Пътешествие на дилетанти. София: Народна култура, 1980, 620 с.
- Булат Окуджава. Похожденията на Шипов. София: Отечествен фронт, 1982, 235 с.
- Булат Окуджава. Поети с китара. Подбор и превод от руски Иван Николов. София: Христо Г. Данов, 1985, 118 с.
- Булат Окуджава. Среща с Бонапарт. София: Народна култура, 1987, 300 с.
- Булат Окуджава. Арбат, мой Арбат. София: Захарий Стоянов, 2004, 112 с. (ISBN 954-739-508-4)
- Булат Окуджава. Превратностите на съдбата. Повести. Разкази. Стихотворения. София: Дамян Яков, 2009, 328 с. (ISBN 978-954-527-471-8)
- Булат Окуджава. Ваше Благородие. София: Millenium, 2012, 64 с. (ISBN 978-954-515-168-2)

## Памет
Астероидът 3149 Окуджава, открит от чешкия астроном Жденка Ваврова през 1981 г., е кръстен на негово име.